# Lijst van voetbalinterlands Guyana - Suriname
Deze lijst van voetbalinterlands is een overzicht van alle officiële voetbalwedstrijden tussen de nationale teams van Guyana en Suriname. De landen speelden tot op heden 32 keer tegen elkaar. De eerste ontmoeting, een kwalificatiewedstrijd voor het CONCACAF-kampioenschap 1971, werd gespeeld in Paramaribo op 1 oktober 1971. Het laatste duel, een groepswedstrijd tijdens de CONCACAF Nations League 2024/25, vond plaats in de Surinaamse hoofdstad op 15 oktober 2024.

## Wedstrijden
| №  | Plaats         | Datum             | Competitie                               | Wedstrijd         | Uitslag |
| -- | -------------- | ----------------- | ---------------------------------------- | ----------------- | ------- |
| 1  | Paramaribo     | 1 oktober 1971    | CONCACAF-kampioenschap 1971 kwalificatie | Suriname − Guyana | 4 − 1   |
| 2  | Georgetown     | 4 oktober 1971    | CONCACAF-kampioenschap 1971 kwalificatie | Guyana − Suriname | 2 − 3   |
| 3  | Georgetown     | 4 juli 1976       | WK 1978 kwalificatie                     | Guyana − Suriname | 2 − 0   |
| 4  | Paramaribo     | 29 augustus 1976  | WK 1978 kwalificatie                     | Suriname − Guyana | 3 − 0   |
| 5  | Georgetown     | 28 september 1980 | WK 1982 kwalificatie                     | Guyana − Suriname | 0 − 1   |
| 6  | Paramaribo     | 12 oktober 1980   | WK 1982 kwalificatie                     | Suriname − Guyana | 4 − 0   |
| 7  | Paramaribo     | 15 augustus 1984  | WK 1986 kwalificatie                     | Suriname − Guyana | 1 − 0   |
| 8  | Georgetown     | 29 augustus 1984  | WK 1986 kwalificatie                     | Guyana − Suriname | 1 − 1   |
| 9  | Georgetown     | 9 november 1984   | Vriendschappelijk                        | Guyana − Suriname | 1 − 1   |
| 10 | Georgetown     | 11 november 1984  | Vriendschappelijk                        | Guyana − Suriname | 1 − 1   |
| 11 | Paramaribo     | 29 april 1990     | Caribbean Cup 1990 kwalificatie          | Suriname − Guyana | 5 − 0   |
| 12 | Georgetown     | 12 mei 1991       | Caribbean Cup 1991 kwalificatie          | Guyana − Suriname | 1 − 1   |
| 13 | Paramaribo     | 10 april 1992     | Caribbean Cup 1992 kwalificatie          | Suriname − Guyana | 4 − 0   |
| 14 | Georgetown     | 26 april 1992     | WK 1994 kwalificatie                     | Guyana − Suriname | 1 − 2   |
| 15 | Paramaribo     | 24 mei 1992       | WK 1994 kwalificatie                     | Suriname − Guyana | 1 − 1   |
| 16 | Paramaribo     | 19 januari 1994   | Vriendschappelijk                        | Suriname − Guyana | 1 − 0   |
| 17 | Georgetown     | 23 januari 1994   | Caribbean Cup 1994 kwalificatie          | Guyana − Suriname | 0 − 2   |
| 18 | Cayenne        | 13 mei 1995       | Vriendschappelijk                        | Guyana − Suriname | 4 − 0   |
| 19 | Paramaribo     | 28 april 1996     | Caribbean Cup 1996 kwalificatie          | Suriname − Guyana | 2 − 1   |
| 20 | Georgetown     | 5 mei 1996        | Caribbean Cup 1996 kwalificatie          | Guyana − Suriname | 2 − 1   |
| 21 | Willemstad     | 7 september 2006  | Caribbean Cup 2007 kwalificatie          | Suriname − Guyana | 0 − 5   |
| 22 | Paramaribo     | 14 juni 2008      | WK 2010 kwalificatie                     | Suriname − Guyana | 1 − 0   |
| 23 | Georgetown     | 22 juni 2008      | WK 2010 kwalificatie                     | Guyana − Suriname | 1 − 2   |
| 24 | Georgetown     | 11 augustus 2008  | Caribbean Cup 2008 kwalificatie          | Guyana − Suriname | 1 − 1   |
| 25 | Paramaribo     | 28 oktober 2009   | Vriendschappelijk                        | Suriname − Guyana | 0 − 1   |
| 26 | Paramaribo     | 18 oktober 2010   | Caribbean Cup 2010 kwalificatie          | Suriname − Guyana | 0 − 2   |
| 27 | Georgetown     | 26 februari 2016  | Vriendschappelijk                        | Guyana − Suriname | 2 − 0   |
| 28 | Paramaribo     | 8 oktober 2016    | Caribbean Cup 2017 kwalificatie          | Suriname − Guyana | 3 − 2   |
| 29 | Nieuw-Nickerie | 16 maart 2019     | Vriendschappelijk                        | Suriname − Guyana | 3 − 1   |
| 30 | Paramaribo     | 1 februari 2022   | Vriendschappelijk                        | Suriname – Guyana | 2 – 1   |
| 31 | Leonora        | 5 september 2024  | CONCACAF Nations League 2024/25          | Guyana − Suriname | 1 − 3   |
| 32 | Paramaribo     | 15 oktober 2024   | CONCACAF Nations League 2024/25          | Suriname − Guyana | 5 − 1   |

## Samenvatting
| Competitie                     | Totaal gespeeld | Winst Guyana | Gelijk | Winst Suriname | Doelsaldo Guyana – Suriname |
| ------------------------------ | --------------- | ------------ | ------ | -------------- | --------------------------- |
| WK-kwalificatie                | 10              | 1            | 2      | 7              | 6 − 16                      |
| CONCACAF Gold Cup-kwalificatie | 2               | 0            | 0      | 2              | 3 − 7                       |
| CONCACAF Nations League        | 2               | 0            | 0      | 2              | 2 − 8                       |
| Caribbean Cup-kwalificatie     | 10              | 3            | 2      | 5              | 14 − 19                     |
| Vriendschappelijk              | 8               | 3            | 2      | 3              | 11 − 8                      |
| Totaal                         | 32              | 7            | 6      | 19             | 36 − 58                     |

GFF · A-internationals · Olympisch elftal · Guyaans vrouwenelftal
Amerikaanse Maagdeneilanden ·
Anguilla ·
Antigua en Barbuda ·
Aruba ·
Bahama's ·
Barbados ·
Belize ·
Bermuda ·
Bolivia ·
Cambodja ·
Costa Rica ·
Cuba ·
Dominica ·
Dominicaanse Republiek ·
El Salvador ·
Ethiopië · 
Grenada ·
Guatemala ·
Haïti ·
India ·
Indonesië ·
Jamaica ·
Kaaimaneilanden ·
Kaapverdië ·
Mexico ·
Montserrat ·
Nederlandse Antillen ·
Panama ·
Puerto Rico ·
Saint Kitts en Nevis ·
Saint Lucia ·
Saint Vincent en de Grenadines ·
Suriname ·
Trinidad en Tobago ·
Turks- en Caicoseilanden ·
Verenigde Staten
SVB · 
Surinaams vrouwenelftal · 
Olympisch elftal
1934 – 1939 ·
1940 – 1949 ·
1950 – 1959 ·
1960 – 1969 ·
1970 – 1979 ·
1980 – 1989 ·
1990 – 1999 ·
2000 – 2009 ·
2010 – 2019 ·
2020 – 2029
Anguilla ·
Antigua en Barbuda ·
Aruba ·
Barbados ·
Bermuda ·
Britse Maagdeneilanden ·
Canada ·
Costa Rica ·
Cuba ·
Curaçao ·
Denemarken ·
Dominica ·
Dominicaanse Republiek ·
El Salvador ·
Grenada ·
Guatemala ·
Guyana ·
Haïti ·
Honduras ·
India ·
Jamaica ·
Kaaimaneilanden ·
Mexico ·
Montserrat ·
Nederland ·
Nederlandse Antillen ·
Nicaragua ·
Puerto Rico ·
Saint Kitts en Nevis ·
Saint Lucia ·
Saint Vincent en de Grenadines ·
Thailand ·
Trinidad en Tobago